# 曹东扶
曹东扶（1898年—1970年），汉族，河南省邓州市龙堰乡曹营村人，中国著名古筝演奏家，中国四大古筝流派“河南筝”奠基人。代表作有古筝独奏曲《高山流水》、《苏武思乡》、《和番》、《落院》，以及古筝改编作品《闹元宵》、《刘海与胡秀英》、《孟姜女变奏曲》等，都是古筝界公认的经典之作。
他是把河南筝带入中央音乐学院的第一人，也是中央音乐学院民乐系的奠基人之一。以及国家非物质文化遗产板头曲的集大成者，河南大调曲子主要流派——曹派大调曲子创始人。

## 简历
1953年新中国举办首届民间音乐舞蹈汇演，代表邓县参赛的曹东扶以古筝、琵琶演奏的大调曲子板头曲连获南阳地区、河南省、中南局器乐一等奖，轰动中国民乐界。1954年后，先后到河南师范专科学校、郑州艺术学校、中央音乐学院、四川音乐学院教授古筝。1956年进入中央音乐学院任教，多次带领学生进入中南海为毛泽东、周恩来等领导人及外宾演出。1964年任河南省歌舞团艺术顾问。65年任河南省大调曲子培训班主讲。
“文革”期间受到迫害，1970年返回邓县，不久患上了严重的胃病而逝世。

## 纪念
- 1979年12月，河南省人民政府为曹平反，省文化局召开了追悼会和纪念音乐会。
- 1990年，河南省文化厅、省音协举行曹东扶逝世二十周年纪念大会和纪念音乐会。
- 1998年12月，曹百年诞辰之际，CCTV在《百年经典》节目中专题介绍了曹的生平和他创作的独奏曲《闹元宵》；中国音乐家协会民族音乐委员会编辑出版了《高山流水润中原——曹东扶诞辰100周年纪念册》。
- 2008年10月25日和26日，中华社会文化发展基金会、洛阳民族管弦乐协会在北京举办纪念曹东扶诞辰110周年活动。
- 2018年11月21日，中央音乐学院举办“纪念曹东扶诞辰120周年音乐会”。